# Delray Beach International Tennis Championships 2005 - Qualificazioni singolare
Le qualificazioni del singolare  del Delray Beach International Tennis Championships 2005 sono state un torneo di tennis preliminare per accedere alla fase finale della manifestazione. I vincitori dell'ultimo turno sono entrati di diritto nel tabellone principale. In caso di ritiro di uno o più giocatori aventi diritto a questi sono subentrati i lucky loser, ossia i giocatori che hanno perso nell'ultimo turno ma che avevano una classifica più alta rispetto agli altri partecipanti che avevano comunque perso nel turno finale.
Le qualificazioni del torneo Delray Beach International Tennis Championships 2005 prevedevano 32 partecipanti di cui 4 sono entrati nel tabellone principale.

## Teste di serie
1. Assente
2. Nicolás Todero (secondo turno)
3. Ramón Delgado (ultimo turno)
4. Brian Vahaly (Qualificato)

1. Tejmuraz Gabašvili (Qualificato)
2. Sebastian Fitz (secondo turno)
3. Matias Boeker (Qualificato)
4. Andres Pedroso (ultimo turno)

## Qualificati
1. Peng Sun
2. Matias Boeker

1. Tejmuraz Gabašvili
2. Brian Vahaly

## Tabellone

### Legenda
| - Q = Qualificato - WC = Wild card - LL = Lucky loser | - ALT = Alternate - SE = Special Exempt - PR = Protected Ranking | - w/o = Walkover - r = Ritirato - d = Squalificato |

### Sezione 1
|  | Primo turno      | Primo turno      | Primo turno    | Primo turno | Primo turno |  |  | Secondo turno | Secondo turno  | Secondo turno | Secondo turno | Secondo turno |    |   | Ultimo turno | Ultimo turno | Ultimo turno | Ultimo turno | Ultimo turno |  |
|  |                  |                  |                |             |             |  |  |               |                |               |               |               |    |   |              |              |              |              |              |  |
|  | Ryan Russell     | Ryan Russell     | 4              | 6           | 6           |  |  |               |                |               |               |               |    |   |              |              |              |              |              |  |
|  | Vincent Baudat   | Vincent Baudat   | 6              | 1           | 0           |  |  | Ryan Russell  | Ryan Russell   | Ryan Russell  | 6             | 65            |    |   |              |              |              |              |              |  |
|  | Peng Sun         | Peng Sun         | Peng Sun       | 6           | 7           |  |  | Peng Sun      | Peng Sun       | Peng Sun      | 7             | 7             |    |   |              |              |              |              |              |  |
|  | Luka Gregorc     | Luka Gregorc     | Luka Gregorc   | 1           | 5           |  |  |               |                |               |               |               |    |   | Peng Sun     | Peng Sun     | Peng Sun     | 7            | 7            |  |
|  | Miša Zverev      | Miša Zverev      | 7              | 3           | 6           |  |  |               |                | Miša Zverev   | Miša Zverev   | Miša Zverev   | 62 | 5 |              |              |              |              |              |  |
|  | Phillip Simmonds | Phillip Simmonds | 6              | 6           | 0           |  |  |               | Miša Zverev    | 2             | 7             | 6             |    |   |              |              |              |              |              |  |
|  | 6                | Sebastian Fitz   | Sebastian Fitz | 6           | 7           |  |  | 6             | Sebastian Fitz | 6             | 63            | 3             |    |   |              |              |              |              |              |  |
|  |                  | Scott Oudsema    | Scott Oudsema  | 4           | 62          |  |  |               |                |               |               |               |    |   |              |              |              |              |              |  |

### Sezione 2
|  | Primo turno              | Primo turno              | Primo turno              | Primo turno | Primo turno |  |  | Secondo turno | Secondo turno    | Secondo turno    | Secondo turno | Secondo turno |   |   | Ultimo turno | Ultimo turno | Ultimo turno | Ultimo turno | Ultimo turno |  |
|  |                          |                          |                          |             |             |  |  |               |                  |                  |               |               |   |   |              |              |              |              |              |  |
|  | 2                        | Nicolás Todero           | Nicolás Todero           | 6           | 6           |  |  |               |                  |                  |               |               |   |   |              |              |              |              |              |  |
|  |                          | Brendan Evans            | Brendan Evans            | 3           | 2           |  |  | 2             | Nicolás Todero   | Nicolás Todero   | 4             | 4             |   |   |              |              |              |              |              |  |
|  | Thomas Blake             | Thomas Blake             | Thomas Blake             | 6           | 7           |  |  |               | Thomas Blake     | Thomas Blake     | 6             | 6             |   |   |              |              |              |              |              |  |
|  | Mirko Pehar              | Mirko Pehar              | Mirko Pehar              | 3           | 5           |  |  |               |                  |                  |               |               |   |   |              | Thomas Blake | 7            | 2            | 4            |  |
|  | Goran Dragicevic         | Goran Dragicevic         | Goran Dragicevic         | 6           | 6           |  |  |               |                  | 7                | Matias Boeker | 65            | 6 | 6 |              |              |              |              |              |  |
|  | Jhonnatan Medina-Alvarez | Jhonnatan Medina-Alvarez | Jhonnatan Medina-Alvarez | 2           | 3           |  |  |               | Goran Dragicevic | Goran Dragicevic | 64            | 1             |   |   |              |              |              |              |              |  |
|  | 7                        | Matias Boeker            | Matias Boeker            | 6           | 6           |  |  | 7             | Matias Boeker    | Matias Boeker    | 7             | 6             |   |   |              |              |              |              |              |  |
|  |                          | Denis Zivkovic           | Denis Zivkovic           | 4           | 1           |  |  |               |                  |                  |               |               |   |   |              |              |              |              |              |  |

### Sezione 3
|  | Primo turno            | Primo turno            | Primo turno            | Primo turno | Primo turno |  |  | Secondo turno | Secondo turno      | Secondo turno | Secondo turno      | Secondo turno |   |   | Ultimo turno | Ultimo turno  | Ultimo turno | Ultimo turno | Ultimo turno |  |
|  |                        |                        |                        |             |             |  |  |               |                    |               |                    |               |   |   |              |               |              |              |              |  |
|  | 3                      | Ramón Delgado          | Ramón Delgado          | 6           | 6           |  |  |               |                    |               |                    |               |   |   |              |               |              |              |              |  |
|  |                        | Matthew Behrmann       | Matthew Behrmann       | 1           | 2           |  |  | 3             | Ramón Delgado      | Ramón Delgado | 6                  | 6             |   |   |              |               |              |              |              |  |
|  | José de Armas          | José de Armas          | José de Armas          | 6           | 6           |  |  |               | José de Armas      | José de Armas | 3                  | 2             |   |   |              |               |              |              |              |  |
|  | Christopher Klingemann | Christopher Klingemann | Christopher Klingemann | 2           | 1           |  |  |               |                    |               |                    |               |   |   | 3            | Ramón Delgado | 69           | 6            | 3            |  |
|  | Nathan Healey          | Nathan Healey          | 64                     | 6           | 6           |  |  |               |                    | 5             | Tejmuraz Gabašvili | 7             | 2 | 6 |              |               |              |              |              |  |
|  | Levar Harper-Griffith  | Levar Harper-Griffith  | 7                      | 4           | 3           |  |  |               | Nathan Healey      | 6             | 6                  | 4             |   |   |              |               |              |              |              |  |
|  | 5                      | Tejmuraz Gabašvili     | Tejmuraz Gabašvili     | 6           | 6           |  |  | 5             | Tejmuraz Gabašvili | 4             | 7                  | 6             |   |   |              |               |              |              |              |  |
|  |                        | Yu Jr. Wang            | Yu Jr. Wang            | 3           | 2           |  |  |               |                    |               |                    |               |   |   |              |               |              |              |              |  |

### Sezione 4
|  | Primo turno   | Primo turno       | Primo turno       | Primo turno   | Primo turno |  |  | Secondo turno | Secondo turno  | Secondo turno | Secondo turno  | Secondo turno |   |   | Ultimo turno | Ultimo turno | Ultimo turno | Ultimo turno | Ultimo turno |  |
|  |               |                   |                   |               |             |  |  |               |                |               |                |               |   |   |              |              |              |              |              |  |
|  | 4             | Brian Vahaly      | Brian Vahaly      | 6             | 6           |  |  |               |                |               |                |               |   |   |              |              |              |              |              |  |
|  |               | Andrew Piotrowski | Andrew Piotrowski | 2             | 2           |  |  | 4             | Brian Vahaly   | Brian Vahaly  | 6              | 7             |   |   |              |              |              |              |              |  |
|  | Rogier Wassen | Rogier Wassen     | Rogier Wassen     | Rogier Wassen | 5           |  |  |               | Rogier Wassen  | Rogier Wassen | 4              | 5             |   |   |              |              |              |              |              |  |
|  | Tres Davis    | Tres Davis        | Tres Davis        | Tres Davis    | 2r          |  |  |               |                |               |                |               |   |   | 4            | Brian Vahaly | 6            | 1            | 6            |  |
|  | Jesse Witten  | Jesse Witten      | Jesse Witten      | 6             | 6           |  |  |               |                | 8             | Andres Pedroso | 4             | 6 | 2 |              |              |              |              |              |  |
|  | Michael Yani  | Michael Yani      | Michael Yani      | 2             | 4           |  |  |               | Jesse Witten   | 6             | 4              | 4             |   |   |              |              |              |              |              |  |
|  | 8             | Andres Pedroso    | Andres Pedroso    | 6             | 6           |  |  | 8             | Andres Pedroso | 3             | 6              | 6             |   |   |              |              |              |              |              |  |
|  |               | Miha Gregorc      | Miha Gregorc      | 2             | 3           |  |  |               |                |               |                |               |   |   |              |              |              |              |              |  |